# Cho Chi-hyo
Cho Chi-hyo (* 6. Dezember 1970 in Incheon, Südkorea) ist ein ehemaliger koreanischer Handballspieler. Der Linkshänder spielte unter anderem in der Handball-Bundesliga bei HBW Balingen-Weilstetten auf der Position Rückraum rechts.
In der Schweiz begann Cho 1995 seine europäische Handballkarriere bei Yellow Winterthur und wechselte ein Jahr später zu Pfadi Winterthur. Nach neun sehr erfolgreichen Jahren, unter anderem mit sechs Meistertiteln, wechselte er für zwei Jahre zu den Kadetten Schaffhausen. Von dort ging er zu Wacker Thun., bevor er nach nur einem Jahr erstmals in die Handball-Bundesliga zu HBW Balingen-Weilstetten wechselte, für den er bis 2009 spielte.
Nachdem Cho anschließend nicht mehr aktiv gewesen war, gab er im Mai 2012 sein Comeback für Pfadi Winterthur. In der Saison 2012/13 lief Cho für die Seen Tigers auf, wo er ab Herbst 2012 als Spielertrainer tätig war. Daraufhin wurde er Co-Trainer der südkoreanischen Frauen-Nationalmannschaft.
Der 1,94 m lange Cho ist verheiratet und hat drei Töchter.

## Erfolge
- 8× Schweizer Meister (1996, 1997, 1998, 2002, 2003, 2004, 2005 und 2006)[7]
- 3× Schweizer Pokalsieger (1998, 2003 und 2005)[7]
- 1× Schweizer Supercup (2005)[7]
- fünf Teilnahmen an Weltmeisterschaften (1990, 1993, 1995, 1997[8] und 2007[9])
- 3× Olympische Spiele (1992, 2000 und 2008)